# Dorothea Schlözer
Dorothea Schlözer (18 d'agost de 1770 - 12 de juliol de 1825) fou una investigadora alemanya, la primera a doctorar-se en filosofia del país. És una de les anomenades Universitätsmamsellen, un grup de cinc dones molt actives durant els segles xviii i xix, filles d'acadèmics de la Universitat de Gotinga, entre les quals s'inclouen Meta Forkel-Liebeskind, Therese Huber, Philippine Engelhard i Caroline Schelling.

## Biografia
Dorothea von Rodde-Schlözer va néixer a Göttingen, filla del professor August Ludwig Schlözer, destacat historiador i teòric en educació, i de Caroline Friederike von Schlözer, artista i pintora. El seu pare, August Schlözer, creia que la intel·ligència de les dones era igual a la dels homes, al contrari del que sostenien Jean-Jacques Rousseau i Johann Bernhard Basedow. Per resoldre una disputa amb un altre professor sobre l'eficàcia del mètode d'educació que propugnava Basedow van acordar educar els seus fills primogènits amb diferents mètodes per veure com els resultats diferien. Tots dos nens van resultar ser noies. Dorothea Schlözer tenia els millors tutors privats i un pla d'estudis rigorós i aviat va desplegar les seves capacitats, cosa que va fer possible que aprengués a llegir amb quatre anys. També va ser educada en diversos idiomes des d'una edat primerenca, i en complir 16 anys ja dominava nou idiomes: francès, anglès, neerlandès, suec, italià, llatí, espanyol, hebreu i grec. També va estudiar matemàtiques amb el professor Kasner, que es va sorprendre de les seves habilitats. Més tard va estudiar botànica, zoologia, òptica, religió, mineria i mineralogia. A més, va rebre instrucció en àrees considerades típicament femenines, com tocar el piano, cantar, cosir, teixir i cuinar.
Les dones generalment no estaven autoritzades a estudiar a la Universitat de Gotinga en aquell moment, i per això Dorothea Schlözer es va haver de sotmetre a un extens examen individual per un comitè de la Facultat en llengües modernes, matemàtiques, arquitectura, lògica i metafísica, clàssics, geografia i literatura. Hi va accedir i es va doctorar en Filosofia a la fi de la dècada de 1780.
El 1792 es va casar amb un ric comerciant, el senador Mattheus Rodde, a la localitat de Lübeck. Amb ell va tenir tres fills. A partir de llavors, l'escriptora va adoptar el nom de Dorothea von Rodde-Schlözer, el primer ús de cognom doble en alemany. La seva llar es va convertir en un centre per a la vida social i intel·lectual que atreia visitants de tot Alemanya i França. Més tard va estudiar art a París i va aconseguir-ne un alt nivell. Li van encarregar pintar un retrat del kàiser Francesc II.
És coneguda la seva relació amb l'escriptor francès Charles Villers (1765-1815). Des de 1794, van viure junts el matrimoni i l'escriptor francès. El 1810 el negoci del seu marit va ser declarat en fallida i la seva salut es va esquerdar, amb una senilitat prematura. Aquest cop va ser seguit per la mort de Villers i de dos dels seus fills. Feble i malalta, Dorothea von Rodde-Schlözer es va traslladar a Avinyó (França), buscant un clima més suau i amb l'esperança de salvar la vida de la seva única filla supervivent. Va morir allí de pneumònia el 1825, als 55 anys.

## Llegat i memòria
La Universitat de Göttingen, per mitjà dels Programes Dorothea Schlözer, promou la igualtat d'oportunitats. Creats el 2009, els Programes Dorothea Schlözer, que han demostrat ser un instrument idoni en totes les facultats, combinen diverses mesures que afavoreixen el desenvolupament de la carrera de científiques i estudioses i volen garantir a llarg termini la cobertura de llocs executius amb dones científiques.